# Vienna Open 1986
Il Vienna Open 1986, noto anche come Bank Austria Tennis Trophy per motivi di sponsorizzazione, è stato un torneo di tennis giocato sul sintetico indoor della Wiener Stadthalle a Vienna, in Austria. È stata la 12ª edizione del torneo, faceva parte del Nabisco Grand Prix 1986 e si è giocato dal 20 al 27 ottobre 1986.

## Campioni

### Singolare maschile
Brad Gilbert ha battuto in finale  Karel Nováček 3–6, 6–3, 7–5, 6–0

### Doppio maschile
Ricardo Acioly /  Wojciech Fibak hanno battuto in finale  Brad Gilbert /  Slobodan Živojinović per Walkover